# Nachromantik
Unter Nachromantik, auch Spätromantik genannt, versteht man in der Musikgeschichte die Übergangs- bzw. Umbruchzeit zwischen Romantik und Neuer Musik. 
Das 19. Jahrhundert ist die Epoche der Romantischen Musik. Sie unterteilt sich in Früh-, Hoch- und die hier beschriebene Nachromantik / Spätromantik. 
Die Nachromantik löst traditionelle Formen und Elemente der Musik weiter auf. Es prägen sich verschiedene Stile und Techniken der Komposition aus, die zum Teil bis in die zeitgenössische Musik Verwendung finden. Tonalität wird ausgereizt und Individualismus der Komponisten als Überleitung zur Moderne angewendet.
Einige der nachromantischen Komponisten komponierten jedoch auch bis weit über diese Zeit hinaus, ohne sich der Neuen Musik zuzuwenden.